# Consigne de navigabilité
Une consigne de navigabilité (CN), également appelée directive de navigabilité (en anglais : Airworthiness Directive ou AD), est un document émis par une autorité de certification imposant une inspection ou une modification obligatoire sur un aéronef.

## Description
Les consignes de navigabilité sont émises par l'autorité de l'aviation civile lorsqu'un défaut de conception, de production ou de maintenance mettant en cause la navigabilité est identifié sur un modèle d'aéronef. Le problème peut être rapporté directement par le concepteur de l'aéronef ou le résultat d'une enquête à la suite d'un incident.
Le but est de prévenir les opérateurs d'un nouveau problème et d'imposer des inspections ou des modifications correctives. Ces inspections ou modifications doivent être réalisées dans un délai imparti. Les aéronefs peuvent, dans les cas les plus graves, ne plus être autorisés à voler tant que ces actions n'ont pas été effectuées.
Les consignes de navigabilité urgentes (CNU), ou Emergency Airworthiness Directives (EAD), sont émises pour les problèmes nécessitant une action avant le prochain vol.